# Dr. House (4. řada)
Čtvrtá řada seriálu Dr. House následovala po třetí řadě a předcházela páté řadě seriálu Dr. House. Má celkem 16 dílů a byla premiérově vysílána od září 2007 do května 2008.

## Díly
| Č. v seriálu                                                                                  | Č. v řadě | Původní název          | Český název                                | Režie               | Scénář                                                                | Premiéra v USA     | Premiéra v ČR      |
| --------------------------------------------------------------------------------------------- | --------- | ---------------------- | ------------------------------------------ | ------------------- | --------------------------------------------------------------------- | ------------------ | ------------------ |
| 71                                                                                            | 1         | Alone                  | Sám                                        | Deran Sarafian      | Peter Blake a David Shore                                             | 25. září 2007      | 1. září 2008       |
| Konečná diagnóza: záměna pacientky                                                            |           |                        |                                            |                     |                                                                       |                    |                    |
| 72                                                                                            | 2         | The Right Stuff        | Správná věc                                | Deran Sarafian      | Doris Egan a Leonard Dick                                             | 2. října 2007      | 8. září 2008       |
| Konečná diagnóza: Von Hippel Lindau syndrom (VHL)                                             |           |                        |                                            |                     |                                                                       |                    |                    |
| 73                                                                                            | 3         | 97 Seconds             | 97 sekund                                  | David Platt         | Russel Friend a Garrett Lerner                                        | 9. října 2007      | 15. září 2008      |
| Konečná diagnóza: strongyloidóza                                                              |           |                        |                                            |                     |                                                                       |                    |                    |
| 74                                                                                            | 4         | Guardian Angels        | Strážní andělé                             | Deran Sarafian      | David Hoselton                                                        | 23. října 2007     | 22. září 2008      |
| Konečná diagnóza: ergotizmus                                                                  |           |                        |                                            |                     |                                                                       |                    |                    |
| 75                                                                                            | 5         | Mirror Mirror          | Prohlédnutí                                | David Platt         | David Foster                                                          | 30. října 2007     | 29. září 2008      |
| Konečná diagnóza: eperythrozoonóza                                                            |           |                        |                                            |                     |                                                                       |                    |                    |
| 76                                                                                            | 6         | Whatever it Takes      | Do posledního dechu                        | Juan J. Campanella  | Thomas L. Moran a Peter Blake                                         | 6. listopadu 2007  | 6. října 2008      |
| Konečná diagnóza: otrava selenem (John), přehřátí a otrava thalliem (Casey)                   |           |                        |                                            |                     |                                                                       |                    |                    |
| 77                                                                                            | 7         | Ugly                   | Ošklivec                                   | David Straiton      | Sean Whitesell                                                        | 13. listopadu 2007 | 13. října 2008     |
| Konečná diagnóza: lymská borelióza                                                            |           |                        |                                            |                     |                                                                       |                    |                    |
| 78                                                                                            | 8         | You Don't Want To Know | Kdo to ví, nepoví                          | Lesli Linka Glatter | Sara Hess                                                             | 20. listopadu 2007 | 20. října 2008     |
| Konečná diagnóza: lupus - zvýšené antiB protilátky způsobí záměnu skupiny při transfuzi a DIC |           |                        |                                            |                     |                                                                       |                    |                    |
| 79                                                                                            | 9         | Games                  | Kdopak půjde z kola ven                    | Deran Sarafian      | Eli Attie                                                             | 27. listopadu 2007 | 27. října 2008     |
| Konečná diagnóza: spalničky                                                                   |           |                        |                                            |                     |                                                                       |                    |                    |
| 80                                                                                            | 10        | It's A Wonderful Lie   | Je to báječná lež                          | Matt Shakman        | Pamela Davis                                                          | 29. ledna 2008     | 3. listopadu 2008  |
| Konečná diagnóza: karcinom prsu                                                               |           |                        |                                            |                     |                                                                       |                    |                    |
| 81                                                                                            | 11        | Frozen                 | Někdo mrzne, někdo taje                    | David Straiton      | Liz Friedman                                                          | 3. února 2008      | 10. listopadu 2008 |
| Konečná diagnóza: tuková embolie                                                              |           |                        |                                            |                     |                                                                       |                    |                    |
| 82                                                                                            | 12        | Don't Ever Change      | Nikdo se nemění                            | Deran Sarafian      | Doris Egan a Leonard Dick                                             | 5. února 2008      | 24. listopadu 2008 |
| Konečná diagnóza: nefroptóza                                                                  |           |                        |                                            |                     |                                                                       |                    |                    |
| 83                                                                                            | 13        | No More Mr. Nice Guy   | Už nikdy více slušňák                      | Deran Sarafian      | David Hoselton a David Shore                                          | 25. dubna 2008     | 1. prosince 2008   |
| Konečná diagnóza: Chagasova choroba                                                           |           |                        |                                            |                     |                                                                       |                    |                    |
| 84                                                                                            | 14        | Living the Dream       | Splněný sen                                | David Straiton      | Sara Hess a Liz Friedman                                              | 5. května 2008     | 8. prosince 2008   |
| Konečná diagnóza: alergická vaskulitida po chininu                                            |           |                        |                                            |                     |                                                                       |                    |                    |
| 85                                                                                            | 15        | House's Head           | Houseova hlava a Wilsonovo srdce (1. část) | Greg Yaitanes       | Peter Blake, David Foster, Doris Egan, Russel Friend a Garrett Lerner | 12. května 2008    | 15. prosince 2008  |
| Konečná diagnóza: vzduchová embolie                                                           |           |                        |                                            |                     |                                                                       |                    |                    |
| 86                                                                                            | 16        | Wilson's Heart         | Houseova hlava a Wilsonovo srdce (2. část) | Katie Jacobs        | Peter Blake, David Foster, Doris Egan, Russel Friend a Garrett Lerner | 19. května 2008    | 22. prosince 2008  |
| Konečná diagnóza: otrava amantadinem                                                          |           |                        |                                            |                     |                                                                       |                    |                    |